# ربيعة الطحاحين
ربيعة الطحاحين: قبيلة عربية من الأزد، تسكن جنوب غرب الجزيرة العربية. يحد بلادهم وادي الحمض ووادي بقرة شمالا حيث قبيلة آل جبلي، إلى مساكن ربيعة المقاطرة وبني ذيب غرباً، وجنوباً إلى آل دريب، وهم جنوب مدينة بارق على مسافة عشرين كيلا. وكل مياه أرضهم في وادي حلي، وهم في باحة متسعة وسط روافد حلي، ولهم قرى كثيرة. وقبيلة ربيعة الطحاحين هي أخت ربيعة المقاطرة وأصلهم واحد، إلا أن الأولى سكنت أرض الطحاحين فعرفت بها، والأخرى سكنت موضع المقاطر فنسبة إليه.
وقد كانت ربيعة الطحاحين تتبع إمارة بارق إداريا حتى سنة 1360 هـ، ولما نشأ الصراع بين آل جبلي وربيعة على المرعى وبعض موارد الماء، جاء الأمر بضم ربيعة الطحاحين إلى إمارة محايل، وبقت على ذلك حتى أقر لها مركز حميد العلايا ومركز حبطن. وجاء عنهم في  دليل العرب (1916 م):«تقع حيازة ربيعة الطحاحين على أراضي على جانبي سكة الحلوية (طريق محايل - القنفذة) بين قرى معمل آل خليف ومرخ، وهي مسافة نحو ثلاثين ميلا، ويخدهم من جهة الغرب بلعير، ومن الشمال ربيعة المقاطرة وآل حميضة، ومن الشرق آل جبلي وآل دريب، ومن الجنوب قبائل بني هلال وحلي. وأراضيهم جبلية كثيرة الأشجار، كما يمتلكون كثيرا  من الإبل والماعز والماشية. ويبلغ عددهم نحو 2000 من المقاتلين، أغلب قبائلهم رحل، ويزدرون أي نوع من الفلاحة. وهم حلفاء لربيعة المقاطرة وآل دريب، كما أنهم على علاقات لا بأس بها مع قبائل حلي. أما مع بني هلال وبلعير وحميضة وحلي، فالحزازات معهم لا تتوقف، ولم يكن في وسع الأتراك في يوم من الأيام أن يصنعوا شيئا إزاءهم، بيد أن الإدريسي قادر جباية الضرائب منهم إلى حد ما، فبوسعه أخذ ما يريد منهم إلا التعاطف».وقال هاري و.هازارد (1956م): «ربيعة الطحاحين: قبيلة بدوية يبلغ تعدادهم 10 آلاف نسمة، يمتهنون تربية الإبل والماعز والماشية بين القنفذة ومحايل».

## النسب
ينسبها المؤرخين إلى الأزد،ويقترن اسم ربيعة الطحاحين باسم قبيلة أخرى هي ربيعة المقاطرة،وداعيتهم عسير منذ ستة عقود، خلاف أختها المقاطرة المستقلة. ولم يرد لهاتين القبيلتين ذكر صريح في كتب التراث القديمة، وقد ذكر الهمداني (334 هـ) بلادهم ضمن بلاد بارق الأزدية،وذكر أبو علي الهجري بلادهم باسم الحضنة وقال:« بنو رسل حي من الأزد ثم من بارق، بصدر الحضنة من تهامة».وحدد أبو علي الهجري أرضهم (الحضنة) في شرقي خبت يرفى بن الهنو، وفي غرب أخوتهم بطون بارق في سهل وجر الطود، وفي سياق تحديد بلاد يرفا بن الهنو، قال: « يرفا، وهو ابن الهنو بن الأسد، قبيل من الأسد مخبتون، معناه: منزلهم الخبت، والخبت أقرب أرض التهمة إلى البحر، ثم الحضنة، وهي جر الطود، ثم الطود.».ولا زالت ربيعة تسكن تلك المنطقة المسماة (الحضنة) والممتدة من حدود مركز حميد العلايا ومركز سيالة والسليم إلى جمعة ربيعة.
وتتألف ربيعة الطحاحين من عشرة عمائر - قبائل صغيرة - وهذه العمائر مستقلة عن بعضها البعض حيث لكل عمارة شيخ ووجهاء، ولكل شيخ حرية التصرف بجماعته، لكنهم في حالة اعتداء على أي منهم يقفون كلهم وقفة واحدة ضد المعتدي، ويضاف إليهم عمارة آل خليف وهم من آل دريب دخلوا في ربيعة، وهي كالآتي:
- المأسدة: ذكرت في قبائل حميضة سنة 1916م - 1334 هـ،[14]وتسكن قرية المليحة جنوبي سد وادي حلي وهي تتبع مركز سعيدة الصوالحة، وتمثل بلادهم أقصى بلاد ربيعة في الغرب. ويقال أنهم من آل بوحة.
- آل طالع: يسكنون وادي بقرة، بمركز حميد العلايا.
- آل سعيد: يسكنون وادي بقرة، وهم جيران آل طالع.
- آل حسنة: يسكنون شمال جبل السلع على ضفاف وادي أجيدة من روافد وادي بقرة، وهم بجوار قبيلة آل جبلي.
- آل موهبة: يسكنون حميد العلايا على ضفتي وادي بقرة، ويقدر عددهم نحو خمسمائة نسمة، وبلادهم تُتاخِم قبيلة آل جبلي.
- آل بوحة: يسكنون جبل مرس على ضفاف وادي غرغرة من روافد حلي، وهم يتشاركون البلاد مع ربيعة المقاطرة. ومنهم فخذ يسكن قرية روحاء مسنّة في بلاد آل دريب. وينسب إليهم خبت بوحة بالقرب من سد وادي حلي حيث كانوا ينزلون سابقاً.[15]
- آل فيه: يسكنون مركز حميد العلايا.
- المشعبة: يسكنون مركز حبطن، على ضفاف أسفل وادي قنا المسمى حبطن.
- البطحة: يسكنون وادي زعبان، غرب التقاء وادي الحمض في وادي بقرة.
- المعابصة: يسكنون وادي زعبان، بجوار البطحة.
- آل خليف: يعود أصل هذه القبيلة إلى آل دريب، وكانت تنزل وادي يبة بالقرب من سهول في مطلع القرن العشرين،[16] قال كيناهان كورنواليس (1916م):«هناك فرع من آل دريب من الرحل وهم آل خليف في منطقة ربيعة المقاطرة بالقرب من غار الهندي، انفصلوا عن القبيلة ليهيموا على وجوههم».[17]وعادت هذه القبيلة إلى مواطنها معمل آل خليف بوادي السهمين وذلك في العقد الثالث من القرن العشرين، وتحالفت مع ربيعة الطحاحين، وبقت في حلفها حتى اليوم. ويقدر عدد هذه العشيرة نحو ألف نسمة، ومنهم بيوت في بلاد آل دريب.

### هوامش
1. ↑  ورد ذكر رسل بن بارق في كتاب الأنساب لأبو المنذر الصحاري وسل بن بارق تصحيف رسل.
2. ↑  الحضنة - مؤنث الحضن، بفتح الحاء المهملة والضاد المعجمة وآخرها هاء - والحضن من كلّ شيء ناحيتُه وجانبه، وفي عاميتهم تطلق بالأخص على الجانب الممتد من الجبل.
3. ↑  قال ابن الكلبي: وولد الهنو بن الأزد: حوالة بطن، وحجراً بطن؛ ويرفى بطن.
4. ↑  قال الهمداني: يلي تية من غوائر الحجر: مرة وادٍ ينصب إلى الكفيرة وحلي، والشرى في شرقي ضنكان أزدي ليرفا بن عثمان. وفي موضع آخر قال: ألمع ويرفى ابنا عثمان في أعالي حلي وعشم وذاك قفر الحجر. نسخة محفوظة 9 يناير 2020 على موقع واي باك مشين.
5. ↑  المراد هنا منطقة الخبت الكبير، ومنها: خبت البطنة، خبت بوحة، خبت السبت، وخبت شيع؛ وهو موضع واسع يمتد ما بين حلي شمالاً إلى مركز سعيدة الصوالحة جنوباً، وبمحاذاة البحر الأحمر من الشرق. ويسكنه خليط من العرب من كنانة ويرفى بن الهنو.
6. ↑  الحضنة كما هو محدد تقع نواحي مركز سيالة والسليم والمقاطرة، في شرقي الخبت، شمال وادي الكفيرة، جنوب وادي يبة، وغرب بارق. ويبدو أن المنطقة الجبلية التي ما بين بارق وساحل البحر الأحمر كانت تسمى آنذاك الحضنة.
7. ↑  الجر في اللغة الوَهْدَةُ من الأرض.
8. ↑  الطود وهي السراة .